# Mary Howitt

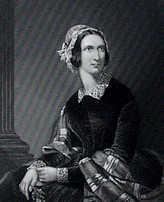
Mary Howitt

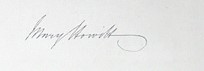

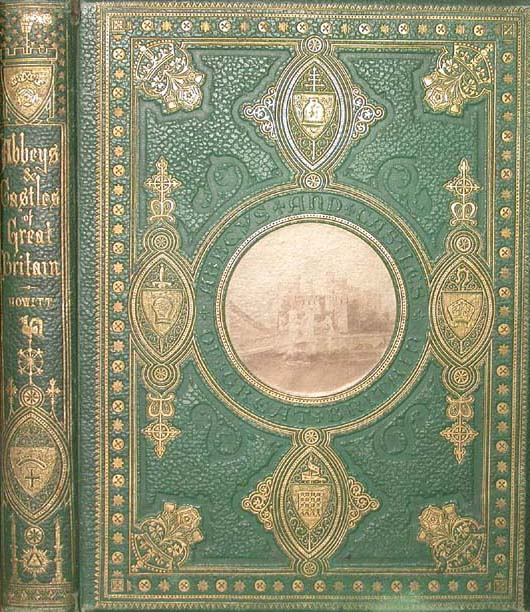
Abbeys and Castles of Great Britain (1862)

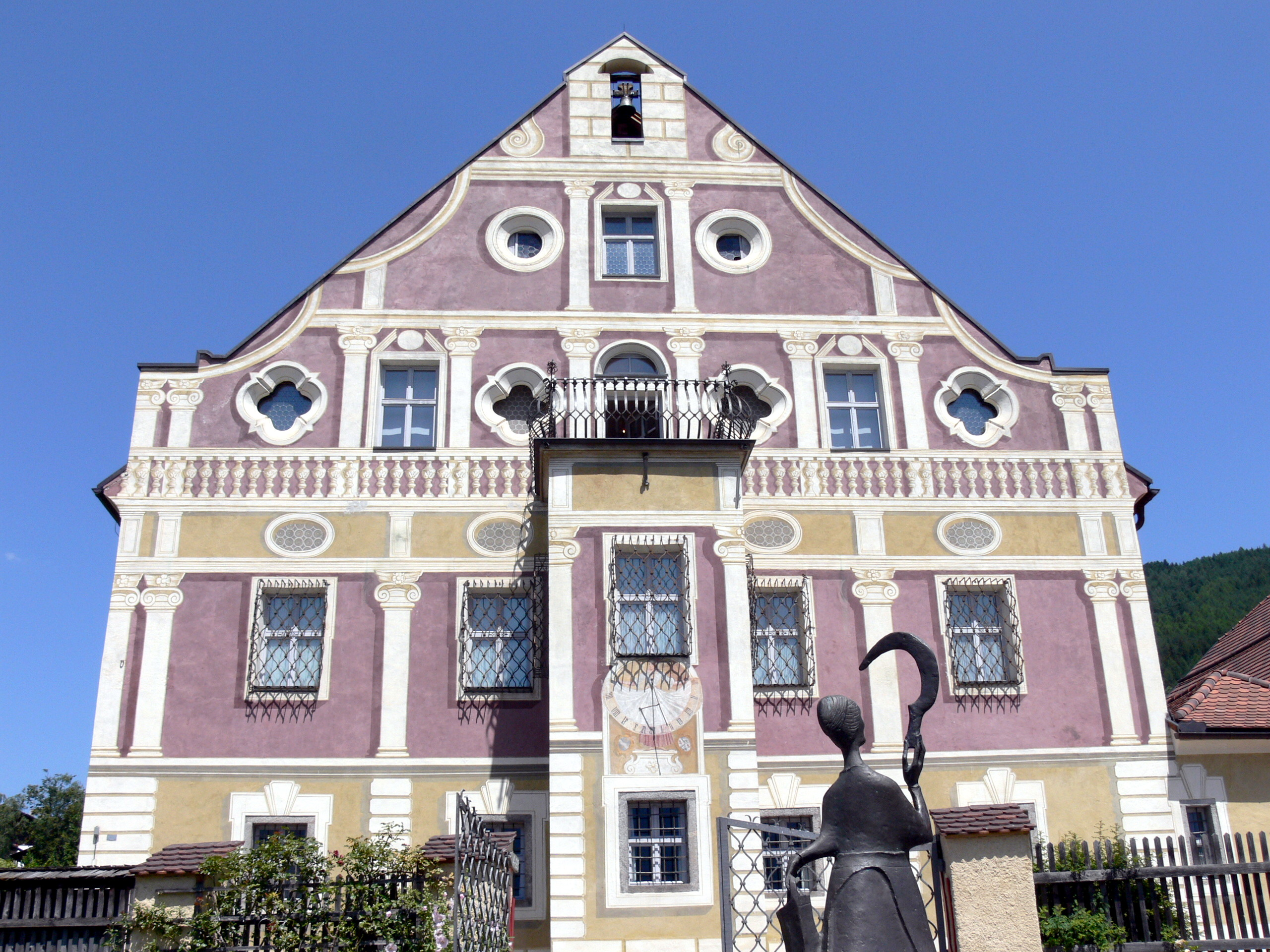
Ansitz Mair am Hof in Dietenheim (Bruneck). Howitts Sommerfrische von 1871 bis 1879

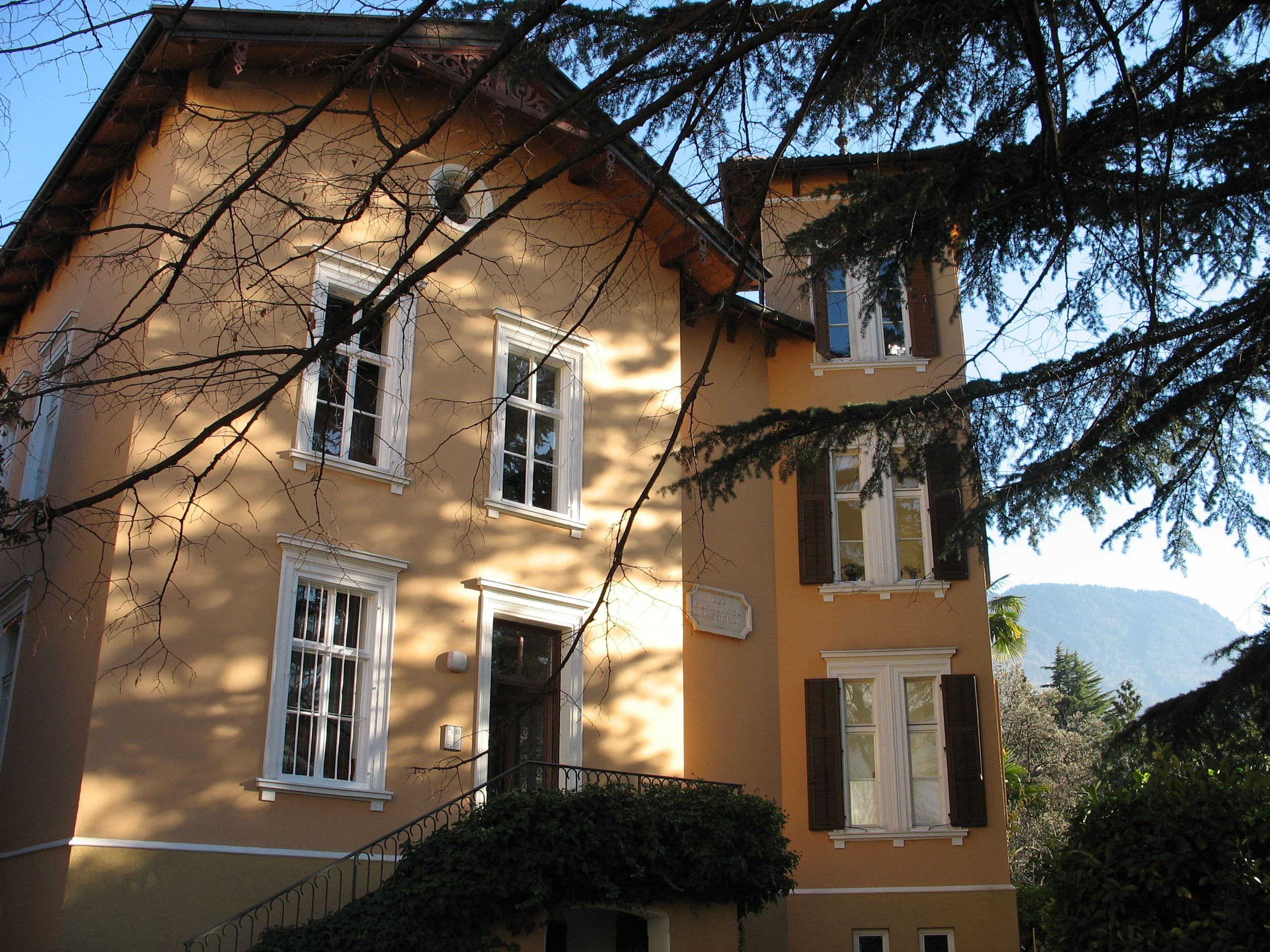
Howitts Alterswohnsitz „Marienruhe MAH“ in Obermais

Mary Howitt (geboren als Mary Botham 12. März 1799 in Coleford, Gloucestershire; gestorben 30. Januar 1888 in Rom) war eine englische Schriftstellerin.

## Leben
Mary Botham heiratete 1821 den Quäker William Howitt. Beide schrieben für Zeitschriften und Kalender Gedichte und andere Beiträge, die sie gemeinsam in Sammelausgaben veröffentlichten: The forest minstrel (1823) und The desolation of Eyam (1827), diesen folgten andere gemeinschaftliche Arbeiten, so Stories of English and foreign life, 1853.
Von 1840 bis 1842 hielten sie sich in Heidelberg auf. In dieser Zeit begann Mary Übersetzungen und Bearbeitungen ins Englische aus dem Französischen, Deutschen, Dänischen und Schwedischen zu erstellen: verschiedene Märchen von Hans Christian Andersen; Werke von: Alphonse de Lamartine, Geneviève, histoire d’une servante; Emilie Flygare-Carlén; Sophie von Knorring;  Bjørnstjerne Bjørnson; Meïr Aron Goldschmidt, Jacob Bendixen. Ein Jude; aus dem Deutschen: Christoph von Schmid; Adalbert Stifter (drei Erzählungen); Henriette Paalzow, Thomas Thyrnau;  Friedrich Wilhelm Hackländer, Handel und Wandel; insbesondere die Werke der schwedischen Frauenrechtlerin Fredrika Bremer (18 Übersetzungen), hierfür erhielt sie einen Orden der Schwedischen Akademie. Zu dem gemeinsam erstellten Werk The Literature and Romance of Northern Europe (1852) trug sie den größeren Anteil bei.
Die von Wilhelm Hey verfasste Fabelsammlung, die mit den Illustrationen von Otto Speckter 1833 in Deutschland erschien, gab sie 1844 in London heraus, sie wurde dort als „Otto Speckter’s Fable Book“ bekannt.
1843 zog die Familie nach London. William ging 1852 mit den Söhnen Alfred William und Herbert Charlton mit dem Goldrausch nach Australien. Alfred Howitt blieb dort und tat sich in der Landesentwicklung und als Ethnologe hervor, William kehrte 1854 mit dem Stoff für eine Reihe von Büchern zurück. Mary war derweil mit den Töchtern Margaret und Anna Mary nach Highgate umgezogen.
William veröffentlichte 1863 ein Werk über den Spiritismus und verscherzte damit das Ansehen, das sie beide genossen hatten. Ab 1871 hielten sie sich sommers in der Sommerfrische in Dietenheim bei Bruneck und winters in Rom auf. William starb am 3. März 1879 in Rom. Mary Howitt legte am 26. Mai 1880 in Obermais den Grundstein für eine vom Architekten Cölestin Recla projektierte Villa: „we should have a little home of our own ‚im heiligen Land Tirol‘… which we shall call ‚Marienruhe‘“. 1882 konvertierte sie zum Katholizismus und ließ sich in der Kapelle von Schloss Rametz taufen. Sie starb 1888 während des Winteraufenthalts in Rom. Für ihre Beerdigung auf  Cimitero acattolico bedurfte es eines päpstlichen Dispenses.

## Die Spinne und die Fliege

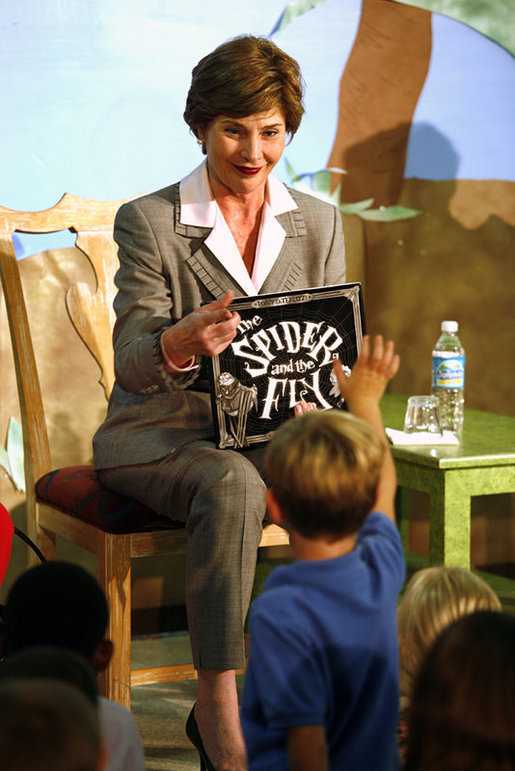
The spider and the fly, Neuausgabe 2002, illustriert von Tony DiTerlizzi. Die prominente Vorleserin ist Laura Bush.

Im Jahre 1865 gehörte das zuerst 1829 erschienene moralisierende Gedicht von Mary Howitt schon zur bekannten Kinderliteratur in England. Lewis Carroll parodierte es in seinem Werk Alice im Wunderland, indem er den Duktus in der „lobster quadrille“ aufnahm:
Howitt:
„Will you walk into my parlour?“ said the Spider to the Fly.
Carroll:
„Will you walk a little faster?“ said a whiting to a snail.
… und Howitts Moral für die kindlichen Zuhörer: „but she ne’er came out again!“

## Werke
- Von den rund einhundert dichterischen Werken ist keines in die deutsche Sprache übersetzt worden. In englischer Sprache bekannt ist heute noch „Die Spinne und die Fliege“.
- Mary Howitt; an autobiography. Edited by her daughter, Margaret Howitt. Houghton Mifflin 1889. Band 1.Band 2. Nachdruck New York: AMS Pr., 1973
- The child’s picture and verse book, gemeinhin Otto Speckter’s Fable Book genannt, in deutscher Originalsprache und in französischer Sprache. London : Longman, Brown, Green and Longmans, 1844.
- The Dusseldorf artist’s album. – Düsseldorf : Arnz, 1854. Digitalisierte Ausgabe der Universitäts- und Landesbibliothek Düsseldorf

## Vertonung
- David Del Tredici, The Spider and The Fly for high soprano, high baritone, and orchestra (1998) DNB

## Töchter
Sie hatte zwei Töchter, Anna Mary (1824–1884) und Margaret. Margaret Howitt (* 1839) gab postum die Autobiografie der Mutter heraus und schrieb Monografien über Friedrich Overbeck und Fredrika Bremer.
- Friedrich Overbeck sein Leben und Schaffen ; nach seinen Briefen und andern Documenten des handschriftlichen Nachlasses geschildert, Freiburg i. B.: Herder 1886

1. Band 1789–1833 (Digitalisat)
2. Band 1833–1869 (Digitalisat)